# Nevadneidae
Nevadneidae é uma família de cnidários antozoários da infraordem Boloceroidaria, subordem Nyantheae (Actiniaria).

## Géneros
- Nevadne Stephenson, 1922